# Валтинос, Танасис
Тана́сис Валтино́с (греч. Θανάσης Βαλτινός; 16 декабря 1931 — 30 октября 2024) — новогреческий прозаик, сценарист. Член Афинской академии (2008).

## Биографические сведения
Танасис Валтинос родился 16 декабря 1931 года в селе Кастри муниципалитета Северная Кинурия, что в Аркадии. В годы гитлеровской оккупации Греции семья Валтинос переезжала в Спарту, Гитий (Лакония), Триполи (Аркадия). В 1950 году Танасис Валтинос переехал в Афины, где изучал киноискусство. После 1974 года периодически жил за границей (Англия, Западный Берлин, США), преподавал в университетах и культурных фондах.
Первый свой роман начал писать в юном возрасте в 1947 году, в дни гражданской войны в Греции. Действительный член Европейской академии искусств и наук и Греческого союза писателей, возглавляет последний. Его книги переведены на несколько европейских языков.
Танасису Валтиносу также принадлежит драматическая обработка «Троянок» и «Медеи» Еврипида и «Орестеи» Эсхила, которые были поставлены на сцене театра в Эпидавре греческим театральным режиссёром Каролосом Куном. Сценарий Валтиноса к фильму «Путешествие на Китира» («Ταξίδι στα Κύθηρα») режиссёра Теодороса Ангелопулоса был удостоен премии на Каннском кинофестивале в 1984 году. В 1990 году он получил Государственную премию в номинации «Художественная литература» за книгу «Στοιχεία για την δεκαετία του '60». В 2001 году Валтинос получил международную премию имени Кавафиса, а в 2002 году — награду Афинской Академии.
Умер 30 октября 2024 года в Афинах в возрасте 92 года.

## Основные романы
- Συναξάρι του Αντρέα Κορδοπάτη; Βιβλίο πρώτο: Αμερική. Κέδρος, 1972[6]
- Η Κάθοδος των εννιά, Κέδρος, 1978
- Τρία Ελληνικά μονόπρακτα, Μυθιστόρημα, Κέδρος, 1978
- «Εθισμός στη νικοτίνη» [διήγημα, στο τομίδιο]. Τρία διηγήματα, Θανάσης Βαλτινός, Χριστόφορος Μηλιώνης, Δημήτρης Νόλλας, Στιγμή, 1984
- Μπλε βαθύ σχεδόν μαύρο, Στιγμή, 1985
- Στοιχεία για την δεκαετία του '60, Μυθιστόρημα, Στιγμή 1989
- Θα βρείτε τα οστά μου υπό βροχήν, Διηγήματα, Άγρα 1992.
- Φτερά Μπεκάτσας, Άγρα, 1993
- Ορθοκωστά, Μυθιστόρημα, Άγρα, 1994
- Συναξάρι Αντρέα Κορδοπάτη, Βιβλίο δεύτερο, Βαλκανικοί — '22, Ωκεανίδα, 2000